# Панчук Людмила Михайлівна
Людми́ла Миха́йлівна Коломієць (Панчу́к) (18 січня 1956 — 18 лютого 2011) — українська гандболістка. Олімпійська чемпіонка монреальської олімпіади 1976 року в складі жіночої збірної СРСР з гандболу. Під час олімпійського гандбольного турніру провела 5 матчів, закинувши 13 голів.
В чемпіонаті СРСР грала за київський «Спартак».